# 戸田資慶
戸田 資慶（とだ すけよし、生没年不詳）は、江戸時代幕末期の近江国膳所藩第10代筆頭家老。通称は平十郎。

## 生涯
近江柴田家に生まれる。膳所藩第9代筆頭家老・戸田資富の養子となり家督を継ぐ。
鳥羽・伏見の戦いなど戊辰戦争に従軍した。
1899年（明治32年）5月から1903年（明治36年）5月まで膳所町長を務めた。

## 親族
妻の三輪は住吉大社第75代宮司・男爵津守国栄の娘で、侯爵久我通久と伯爵清閑寺盛房の孫。
長男元寿は近江国能登川の老舗近江商人家で、金巾製織（現在の東洋紡績の前身のひとつ）、近江銀行、関西鉄道などを創業した阿部市郎兵衛家分家阿部利兵衛家の養子となり、阿部周吉長女はつと結婚し家督を継ぐ。創業期の金巾製織など明治・大正・昭和期の紡績業界で伊藤忠兵衛（伊藤忠や丸紅を創業）や伊藤竹之助（第2代伊藤忠商事社長）らと共に活躍し、関西加工綿工業株式会社の社長となる。
娘あいは上田家に嫁ぐ。その孫・上田佳代子は細川護熙（第79代内閣総理大臣）に嫁ぐ。
叔父に幕末の勤王志士・川瀬太宰。